# 7월 30일
7월 30일은 그레고리력으로 211번째(윤년일 경우 212번째) 날에 해당한다.

## 사건
- 657년 - 교황 비탈리아노, 76대 로마 교황으로 취임.
- 762년 - 바그다드가 건설되다.
- 1952년 - ECSC가 룩셈부르크를 ECSC의 임시 본부로 지정하다.
- 1978년 - 일본 오키나와현의 도로 통행방식을 우측 통행에서 좌측 통행으로 전환하다.
- 1980년 - 바누아투가 독립하다.
- 2003년 - 마지막 오리지널 폴크스바겐 비틀이 멕시코에서 생산되다.
- 2005년 - 문화방송 음악캠프 성기 노출 사고가 발생했다.
- 2007년 - 2007년 탈레반 한국인 납치 사건으로 심성민씨가 살해당하다.
- 2013년 - 방화대교 공사중에 올림픽대로에서 방화대교로 진입하는 접속 구간으로 공사에 투입된 중장비가 넘어지면서 접속도로를 쳐 도로가 무너져서 1명이 사망, 2명이 부상당하는 사고가 일어나다.
- 2014년
  - 수도권 전철 1호선 구로역에서 화재가 발생하였다. 인명피해는 없었으나 전동차와 KTX가 운행 중단하기도 하였다.
  - 7·30 국회의원 재·보궐선거가 실시되다.

## 문화
- 1894년 - 조선, 철도국 창설.
- 1930년 - 1930년 FIFA 월드컵에서 우루과이가 몬테비데오 경기장에서 아르헨티나를 이기고 최초로 우승하다.
- 1966년 - 1966년 FIFA 월드컵에서 잉글랜드가 웸블리 경기장에서 독일을 4:2로 이기고 영어권 국가 최초로 월드컵에서 우승하였다.
- 1999년 - TBN 대구교통방송 개국.
- 2005년
  - e-스포츠 결승전 사상 최다관중 동원.(SKY 프로리그 2005 전기리그 결승) - 약 12만 명 동원
  - MBC 생방송 음악캠프가 7년 만에 폐지되었다.
- 2012년 - FNC 엔터테인먼트 소속 걸그룹 AOA가 데뷔하였다.
- 2016년
  - 인천 도시철도 2호선이 개통되었다.
  - 해리 포터와 저주받은 아이가 출판되었다.

## 탄생
- 기원전 156년 - 전한의 제7대 황제 한무제. (~기원전 87년)
- 1511년 - 이탈리아의 화가, 건축가 조르조 바사리. (~1574년)
- 1549년 - 토스카나의 대공 페르디난도 1세. (~1609년)
- 1579년 - 일본의 에도 막부 2대 쇼군 도쿠가와 히데타다. (~1632년)
- 1751년 - 오스트리아의 피아니스트 마리아 안나 모차르트. (~1829년)
- 1818년 - 영국의 소설가 에밀리 브론테. (~1848년)
- 1857년 - 미국의 사회학자, 경제학자 소스타인 베블런. (~1929년)
- 1863년 - 미국의 기술자, 사업가 헨리 포드. (~1947년)
- 1874년 - 웨일스의 축구 선수 빌리 메레디스.
- 1894년 - 미국 태생 중국의 선교사 넬슨 벨. (~1973년)
- 1917년 - 대한민국의 기업인 이재준. (~1995년)
- 1939년 - 미국의 영화감독 피터 보그다노비치. (~2022년)
- 1941년 - 미국의 싱어송라이터 폴 앵카.
- 1944년 - 대한민국의 배우 윤정희. (~2023년)
- 1945년 - 미국의 색소폰연주자 데이비드 샌본. (~2024년)
- 1947년
  - 미국의 영화배우, 정치인 아널드 슈워제네거.
  - 대한민국의 배우 한인수.
- 1948년 - 에스파냐 출신의 프랑스 배우 장 르노.
- 1953년 - 대한민국의 야구인 심재원. (~1994년)
- 1956년 - 대한민국의 기업인, 범죄자 최순실.
- 1957년
  - 일본의 만화가 도베 게이코. (~2010년)
  - 일본의 성우 호리우치 켄유.
  - 아르헨티나의 전 축구 선수 네리 품피도.
- 1958년
  - 대한민국의 배우 이용이.
  - 영국의 가수 케이트 부시.
- 1960년
  - 미국의 영화감독 리처드 링클레이터.
  - 미국의 군인 게리 고든. (~1993년)
  - 필리핀의 영화감독 브릴란테 멘도사.
- 1961년 - 미국의 배우 로런스 피시번.
- 1962년 - 세르비아의 축구 선수 네보이샤 부치체비치. (~2022년)
- 1963년
  - 미국의 배우 리사 쿠드로.
  - 안도라의 정치인 안토니 마르티. (~2023년)
- 1964년
  - 독일의 축구 선수 위르겐 클린스만.
  - 영국의 헤리포터 작가 제이 케이 롤링.
- 1965년 - 대한민국의 기업인 정명환.
- 1967년 - 미국의 작가 앤 브래셰어스.
- 1966년
  - 대한민국의 가수 변진섭.
  - 미국의 야구 선수 마이클 앤더슨.
- 1968년
  - 미국의 전 미식축구 선수, 배우 테리 크루스.
  - 일본의 애니메이터, 디자이너 우마코시 요시히코.
  - 덴마크의 배우 소피 그로뵐.
- 1970년
  - 대한민국의 신학자 이상은.
  - 영국의 영화 감독, 영화 각본가, 영화 제작자 크리스토퍼 놀란.
- 1971년
  - 대한민국의 배우 김광식.
  - 대한민국의 배우 한희정.
- 1974년
  - 대한민국의 가수 이제훈 (쿨).
  - 미국의 배우 힐러리 스왱크.
- 1975년 - 미국의 전 야구 선수 맷 에릭슨.
- 1976년
  - 대한민국의 배우 김용운.
  - 대한민국의 국어 강사 오지훈.
- 1977년
  - 미국의 배우 제이미 프레슬리.
  - 브라질의 종합격투기 선수 파브리시우 베르둥.
- 1979년 - 대한민국의 가수 하울.
- 1980년
  - 대한민국의 성우 김성연.
  - 대한민국의 영화배우 김꽃지.
  - 대한민국의 육상 선수 박태경.
  - 영국의 골프 선수 저스틴 로즈.
- 1981년
  - 대한민국의 레이싱 모델, 배우 이선우.
  - 미국의 축구 선수 호프 솔로.
- 1982년
  - 대한민국의 배우 김민정.
  - 일본의 전 축구 선수 나가토미 유야.
- 1983년
  - 브라질의 축구 선수 안드레 루이스 타바레스.
  - 대한민국의 배우, 체육가, 방송인 박재민.
- 1984년
  - 미국의 배우 지나 로드리게스.
  - 일본의 배우 와타나베 나오코.
- 1985년
  - 일본의 배우 카타오카 신와.
  - 대한민국의 바둑 기사 김대용.
- 1986년
  - 대한민국의 가수 안신애.
  - 대한민국의 뮤지컬 배우 김영진.
- 1987년
  - 대한민국의 가수 겸 뮤지컬배우 박시환.
  - 일본의 유튜버 SEIKIN.
- 1988년
  - 대한민국의 배우 박세영.
  - 대한민국의 래퍼 던밀스.
  - 대한민국의 가수 지훈.
  - 인도의 배우 앤 어거스틴.
  - 미국의 배우 니코 토터렐라.
- 1989년 - 대한민국의 가수 준택.
- 1990년
  - 대한민국의 아나운서 엄지민.
  - 대한민국의 야구 선수 최재원.
- 1991년
  - 대한민국의 가수 벤.
  - 대한민국의 배우 지율.
  - 잉글랜드의 가수 다이애나 비커스.
- 1992년
  - 대한민국의 유도 선수 조구함.
  - 독일의 축구 선수 케빈 폴란트.
- 1993년
  - 일본의 배우 미야자키 미호.
  - 포르투갈의 축구 선수 안드레 고메스.
- 1994년 - 대한민국의 작곡가 정혜빈.
- 1995년 - 대한민국의 가수, 기타리스트 케이브라운.
- 1996년 - 대한민국의 연극배우 김예진.
- 1997년
  - 미국의 가수, 음악 프로듀서 피니어스 오코넬.
  - 이탈리아의 펜싱 선수 기욤 비안키.
- 1998년 - 대한민국의 배우 최효은.
- 1999년 - 미국의 배우 조이 킹.
- 2000년 - 태국의 배우 겸 싱어송라이터 야니네 바이겔.
- 2001년 - 대한민국의 배우 김주댕.
- 2002년
  - 대한민국의 야구 선수 김주원.
  - 대한민국의 야구 선수 황동하.
  - 대한민국의 가수 한유아.
- 2003년
  - 대한민국의 축구 선수 김동진.
  - 대한민국의 뮤지컬 배우 김민솔.
- 2005년 - 대한민국의 가수 지아. (트라이비)

## 사망
- 579년 - 제62대 로마의 교황 교황 베네딕토 1세. (?~)
- 1683년 - 프랑스 루이 14세의 왕비 마리테레즈 도트리슈. (1638년~)
- 1875년 - 남부동맹의 군인 조지 피켓. (1825년~)
- 1898년 - 독일의 정치인 외교관 오토 폰 비스마르크. (1815년~)
- 1912년 - 일본의 제122대 천황 메이지 천황. (1852년~)
- 1954년 - 조선민주주의인민공화국의 정치인 리승엽. (1905년~)
- 1962년 - 부르봉파르마의 르네. (1894년~)
- 1975년 - 미국의 소설가 제임스 블리시. (1921년~)
- 1976년 - 북한의 화가 정현웅. (1910년~)
- 1992년 - 캐나다계 미국의 일러스트레이터, 슈퍼맨의 공동작가, 만화가 조 슈스터. (1914년~)
- 1996년 - 프랑스 출신 미국의 배우 클로데트 콜베르. (1903년~)
- 2001년 - 대한민국의 가수 황금심. (1921년~)
- 2007년
  - 이탈리아의 영화감독 미켈란젤로 안토니오니. (1912년~)
  - 스웨덴의 영화감독 잉마르 베리만. (1918년~)
- 2020년
  - 중화인민공화국의 정치인 리덩후이. (1923년~)
  - 미국의 정치인 허먼 케인. (1945년~)
- 2022년
  - 대한민국의 정치인 양명모. (1959년~)
  - 미국의 영화배우 니셸 니컬스. (1932년~)
  - 미국의 영화배우 팻 캐럴. (1927년~)
- 2023년
  - 미국의 영화배우 및 희극인 폴 루번스. (1952년~)
  - 대한민국의 국악인 이지현. (1999년~)
- 2024년 - 대한민국의 목회자 이요나. (1948년~)
- 2025년 - 대한민국의 효부 강숙순. (1932년~)

## 기념일
- 국왕 즉위기념일(Fete du Trone): 모로코
- 독립기념일: 바누아투
- 국제 우정의 날

## 같이 보기
- 전날: 7월 29일 다음날: 7월 31일 - 전달: 6월 30일 다음달: 8월 30일
- 음력: 7월 30일